# Зилфикаров, Ифрат Назимович
Ифра́т Нази́мович Зилфика́ров (род. 15 октября 1974 г., Небит-Даг Туркменской ССР (СССР) — провизор, российский учёный-фармакогност, доктор фармацевтических наук, профессор РАН, специалист в области стандартизации лекарственного растительного сырья, разработки лекарственных средств природного происхождения.

## Биография
Родился в лезгинской семье в г. Небит-Даг Туркменской ССР, где провёл детство. В 1991 г. поступил на первый курс  Пятигорского фармацевтического института и переехал в Пятигорск. 
Окончив в 1996 г. с отличием Пятигорскую государственную фармацевтическую академию, в том же году поступил в аспирантуру на кафедру фармакогнозии.
С 1999 г. по 2003 г. работал в Махачкале сначала научным сотрудником, а затем старшим научным сотрудником Горного ботанического сада  Дагестанского научного центра РАН. Активно участвовал в создании и развитии фитохимической лаборатории. В этот же период преподавал в должности старшего преподавателя кафедры фармацевтической химии  Дагестанского государственного университета, начал работу над докторской диссертацией, продолжая изучать эфирномасличные растения как источники лекарственных средств.
Начало работы над докторской диссертацией потребовало переезда в столицу, который был осуществлён в 2003 г. Сначала И. Н. Зилфикаров работал в лаборатории ГУП ПЭЗ ВИЛАР (Всероссийский научно-исследовательский институт лекарственных и ароматических растений, г. Москва), а в 2006 г. технологом экспериментального производства ЗАО «ВИФИТЕХ» (Московская область, Серпуховский район) .  Затем возглавил контрольно-аналитическую лабораторию отдела контроля качества (ОКК) на этом же фармацевтическом производстве, активно участвует в обновлении и усовершенствовании нормативной и технической документации, подготовке специалистов, развитии лаборатории.
Практическую деятельность на производстве  И.Н. Зилфикаров совмещает с научной работой в отделе химии природных соединений ФГБНУ ВИЛАР, г. Москва в должности главного научного сотрудника с 2012 г. И.Н. Зилфикаров - член объединенного Диссертационного совета 99.0.060.03, созданного совместно  Российским технологическим университетом (РТУ МИРЭА, г. Москва), ФГБНУ ВИЛАР (г. Москва) и  Белгородским государственным национальным исследовательским университетом (г. Белгород). 
Помимо научной и производственной деятельности, Зилфикаров И.Н. реализует педагогический талант и с сентября 2019 г. работает ведущим научным сотрудником кафедры фармации медицинского института ФГБОУ ВО «Майкопский государственный технологический университет» (Республика Адыгея, г. Майкоп).

## Научная работа
Зилфикаров И.Н. в 1999 г. защитил кандидатскую диссертацию «Фитохимические исследования отходов эфирномасличной розы и создание на их основе комплексных препаратов», по специальности 15.00.02 – фармацевтическая химия, фармакогнозия (научный руководитель доктор фармацевтических наук, профессор В.А. Челомбитько, научный консультант доктор фармацевтических наук, профессор Э.Ф. Степанова), а в 
в 2008 г. докторскую - «Новые подходы в разработке и стандартизации фитопрепаратов из эфирномасличного сырья» по той же специальности (научный консультант – профессор В.А. Челомбитько) 
В 2016 г. И.Н. Зилфикарову присвоено учёное звание профессора РАН.
Активно занимается экспертной работой, входит в Ученый совет ФГБНУ ВИЛАР, руководит подготовкой специалистов и их аттестацией, входит в редакционную коллегию журнала «Фармация и фармакология». 
Под руководством И.Н. Зилфикарова успешно защищены диссертации:
1. 2017 г. Дайронас Жанна Владимировна «Экспериментально-теоретическое исследование лекарственного растительного сырья, содержащего нафтохиноны, и его стандартизация» (доктор фармацевтических наук, специальность 14.04.02 – фармацевтическая химия, фармакогнозия).
2. 2022 г. Звездина Екатерина Владимировна «Фитохимическое исследование некоторых видов растений семейства Lamiaceae Lindl.» (кандидат фармацевтических наук, специальность 3.4.2. Фармацевтическая химия, фармакогнозия).
3. 2024 г. Ходакова Светлана Евгеньевна «Фармакогностическое исследование плодов пальмы сабаля (Serenoa repens (W.Bartr.) Small., сем. пальмовые – Arecaceae) и разработка на их основе лекарственных препаратов» (кандидат фармацевтических наук, специальность 3.4.2. Фармацевтическая химия, фармакогнозия).

## Награды
За монографию «Природные нафтохиноны: перспективы медицинского применения» награждён медалью Шэнь-Нуна, учреждённой некоммерческой организацией "Профессиональная Ассоциация Натуротерапевтов".

## Научные труды

### Справочное издание
Зилфикаров И.Н. Природные лекарственные препараты: химический анализ и стандартизация: справочное и научно-практическое издание. – Москва: СЛОН ПО, 2021. – 712 с. ISBN 978-5-7151-0556-1.
Издание содержит актуальные сведения о лекарственных препаратах преимущественно растительного происхождения, особенностях их технологии и стандартизации, методах и методиках химического анализа, данные о медицинском применении, справочные сведения о реактивах, стандартах, сырьевых природных источниках, а также рисунки, спектры, хроматограммы, необходимые каталоги и указатели. Книга рекомендована в качестве практического пособия для студентов, аспирантов и магистрантов, обучающихся по специальности «Фармация», и уже используется в учебном процессе ряда фармацевтических вузов и факультетов, в том числе Пятигорского медико-фармацевтического института.

### Монографии
Монографии полезны студентам, научным сотрудникам и практикующим специалистам в области промышленной переработки растительного сырья и производства биологически активных веществ природного происхождения, фармакогнозии.
1. Зилфикаров И.Н.,Челомбитько В.А., Алиев А.М. Обработка лекарственного растительного сырья сжиженными газами и сверхкритическими флюидами. – Пятигорск: Пятигорская государственная фармацевтическая академия, 2007. – 244 с. ISBN 978-5-94122-043-4. В монографии представлен материал, в котором обобщены сведения по применению сжиженных газов в технологии промышленной переработки растительного сырья. Сжиженные газы и сверхкритические флюиды (СКФ) сравнительно недавно нашли применение в различных областях, где востребованы высокотехнологичные процессы экстрагирования, фракционирования, сепарации, концентрирования, микронизации частиц, микрокапсулирования, низкотемпературной стерилизации и др. Преимущества и перспективы переработки растительного сырья, в том числе лекарственного, сжиженными газами связаны с отсутствием влияния высокой температуры, снятием проблемы остаточного растворителя, возможностью исчерпывающего экстрагирования сырья в одном замкнутом цикле и др. Сравнительно малоизученными в технологии биологически активных субстанций природного происхождения являются вопросы применения сверхкритических флюидов. Большие перспективы СКФ технологии имеют в области создания лекарственных форм лабильных веществ, таких как белковые олиго- и  полимеры, элементорганические соединения, антибиотики, в том числе растительного происхождения.
2. Дайронас Ж. В., Зилфикаров И. Н. Природные нафтохиноны: перспективы медицинского применения. — Щелково: Издатель Мархотин П.Ю., 2011. — 252 с. ISBN 978-5-904456-90-0 . В монографии обобщены и систематизированы литературные данные, а также результаты собственных исследований в области нафтохинонов лекарственных растений. В издании приведены сведения относительно распространения нафтохинонов в растениях, современная классификация, методы выделения и анализа, рассмотрен химический состав ряда растений, их фармакологические свойства и применение в медицине.
3. Зилфикаров, И.Н. Ресурсосберегающие технологии в фармации : Современные методы стандартизации и комплексной переработки эфирномасличного сырья. – Германия: LAP LAMBERT, 2011. – 234 с.ISBN 978-3-843315-40-1. В книге представлено экспериментальное и теоретическое обоснование развития новых технологий фитопрепаратов, получаемых из эфирномасличного сырья. В ходе исследования шалфея лекарственного (Salvia officinalis L., сем. Lamiaceae), эвкалипта прутовидного (Eucalyptus viminalis Labill., сем. Myrtaceae) и полыни эстрагон (Artemisia dracunculus L., сем. Asteraceae) затронуты основные аспекты их фармакогностического анализа, предложены направления рациональной промышленной переработки, разработаны новые методики стандартизации. По результатам сравнительных исследований эфирных масел и углекислотных экстрактов обоснованы схемы комплексной переработки ценного растительного сырья с сохранением исходного разнообразия природных соединений. Показано, что биосинтез терпеноидов, протекающий в эфирномасличных растениях, способствует накоплению, помимо эфирного масла, большого разнообразия биологически активных веществ, что служит предпосылкой создания новых лекарственных препаратов и развития современных технологий.
4. Зилфикаров И.Н., Оленников Д.Н., Ибрагимов Т.А., Челомбитько В.А., Вандышев В.В. Современные аспекты фармакогностического и биохимического изучения суккулентного сырья алоэ древовидного и каллизии душистой. – Щелково: Издатель Мархотин П.Ю., 2013. – 192 с. ISBN 978-5-00038-022-2. В монографии приводятся результаты собственных экспериментальных исследований и литературные сведения, посвященные лекарственному растительному сырью двух суккулентных растений - алоэ древовидного и каллизии душистой, которые используются в свежем виде. Комплексное изучение химического состава, технологических свойств, морфолого-анатомических признаков и методов стандартизации качества исследуемых видов сырья позволило усовершенствовать ранее разработанные и предложить новые направления в использовании алоэ и каллизии, известной в нашей стране под названием «золотой ус». В работе содержатся впервые установленные данные о динамике распределения веществ в листьях алоэ, изменениях, происходящих в них в процессе биостимуляции по методу В.П. Филатова, о химическом составе свежих побегов каллизии душистой, оптимальных способах их сбора, промышленной переработки, антиоксидантной активности соков алоэ и каллизии и др. В работе приведены развернутые обоснования требований нормативной документации, регламентирующей технологию получения и стандартизацию качества ряда фито-препаратов алоэ и каллизии при их производстве в условиях фармацевтического предприятия.

### Патенты
1. Патент № 2230705 C2 Российская Федерация, МПК C01G 49/08. Способ получения магнитоактивного соединения: № 2000109795/02: заявл. 19.04.2000: опубл. 20.06.2004 / В. Г. Беликов, А. Г. Курегян, Ш. О. Шахшаев, И. Н. Зилфикаров; заявитель Пятигорская государственная фармацевтическая академия.
2. Патент № 2431668 C2 Российская Федерация, МПК C12N 9/50, C07K 4/10, A61K 36/185. Способ получения суммы водорастворимых протеолитических ферментов: № 2009148625/10: заявл. 28.12.2009: опубл. 20.10.2011 / О. К. Антонова, И. Н. Зилфикаров, С. А. Постельников; заявитель ЗАО «ВИФИТЕХ».
3. Патент № 2416423 C1 Российская Федерация, МПК A61K 36/61, B01D 11/02. Способ получения хлорофиллипта: № 2009142546/15: заявл. 19.11.2009: опубл. 20.04.2011 / И. Н. Зилфикаров, О. К. Антонова, С. А. Постельников; заявитель ЗАО «ВИФИТЕХ».
4. Патент № 2632488 Российская Федерация, МПК A23L 33/105. Способ получения экстракта листьев грецкого ореха: № 2015130718: заявл. 23.07.2015: опубл. 05.10.2017 / Ж. В. Дайронас, В. В. Верниковский, И. Н. Зилфикаров; заявитель ГБОУ ВПО «Волгоградский государственный медицинский университет» Министерства здравоохранения Российской Федерации.
5. Патент № 2626678 C1 Российская Федерация, МПК A61K 36/28, A61K 36/482, A61K 36/76. Диетическая композиция с лечебно-профилактическими свойствами: № 2016122264: заявл. 07.06.2016 : опубл. 31.07.2017 / И. Н. Зилфикаров, Ж. В. Дайронас, Д. С. Долженков, Р. Д. Агаханов.
6. Патент № 2608126 C  Российская Федерация, МПК A61K 36/61, A61K 36/28, A61K 9/20. Противовоспалительная композиция пролонгированного действия для лечения дыхательных путей: № 2015149515: заявл. 19.11.2015: опубл. 13.01.2017 / П. Г. Мизина, Н. И. Сидельников, И. Н. Зилфикаров [и др.]; заявитель Федеральное государственное бюджетное научное учреждение Всероссийский научно-исследовательский институт лекарственных и ароматических растений.
7. Патент № 2608026 C1 Российская Федерация, МПК A23L 33/10, A23L 25/00. Способ получения БАД из коры ореха: № 2015130715: заявл. 23.07.2015: опубл. 11.01.2017 / Ж. В. Дайронас, В. В. Верниковский, И. Н. Зилфикаров; заявитель ГБОУ ВПО «Волгоградский государственный медицинский университет» Министерства здравоохранения Российской Федерации.
8. Патент № 2715894 C2 Российская Федерация, МПК C11B 9/02, A61K 36/79, A61K 131/00. Способ извлечения эфирного масла и сверхкритического CO2-экстракта из шрота семян лимонника китайского и трансдермальная мазь на их основе: № 2018108492: заявл. 07.03.2018: опубл. 04.03.2020 / Ю. А. Морозов, И. Н. Зилфикаров, А. М. Алиев; заявитель ФГБОУ ВО «СОГУ им. К.Л. Хетагурова».

### Статьи
По данным на декабрь 2024 г. Российского индекса цитирования Зилфикаровым И.Н. опубликовано 178 работ с общим количеством цитирований 805 .
Основные из них посвящены разработке и оценке качества лекарственных средств растительного происхождения,      содержащих в составе терпеновые       и фенольные соединения.     

## Популяризация науки
В феврале 2020 г. в Институте географии РАН (ИГРАН, г. Москва) И.Н. Зилфикаров прочёл открытую лекцию на тему «Природные источники лекарств: фармация будущего» при информационной и технической поддержке центра «Архэ» в рамках цикла «12 лекций о будущем». 

## Общественная позиция
В 2017 г. присоединился к членам Клуба «1 июля».